# 安藤正彦
安藤 正彦（あんどう まさひこ、1980年7月7日 - ）は、大分県杵築市出身の元プロバスケットボール選手である。ポジションはポイントガード。168cm、63kg。

## 来歴
2005年 IBLSalem Stampedeの練習生になる。チームにはAND1のプロフェッサーも所属していた。シーズン途中にPortland Chinooksに移籍し、アジア人初のプレーヤーになる。
2006年2年目となったシーズン、IBLのCorolado Crossoverでプレー。
2007年3年目はIBLの強豪Lasvegas Starsでプレー。
東京都でストリートボールチームE.D.Sを結成し、国内最高レベルのトーナメントALLDAYの過去最大100チームのトーナメントで優勝。
2008-09三重県のクラブチーム「055」に所属し、全日本クラブバスケットボール選手権大会で準優勝。
2009-2010、055で全国クラブバスケットボール選手権大会で優勝。
2009～ALLDAY最多7回の優勝を誇る東京都のストリートボールチームSUNDAYCREWに所属。
2010年、スペインのマラガで行われたEuroBasket SummerLeagueでプレー。
2011年 クロアチアのプーラで行われたEliteBasketCampに招待選手としてプレー。
2011年 クロアチアリーグ2部のKKプーラでプレー。
2012年 スロベニアリーグ、Celjeでプレー。
2015-2018年 3人制バスケットボール3X3(スリーエックススリー)国内トップリーグPREMIER.EXEのYOKOHAMA CITY.EXEにてプレー。